# Sigay
Sigay è una municipalità di quinta classe delle Filippine, situata nella provincia di Ilocos Sur, nella regione di Ilocos.
Sigay è formata da 7 baranggay:
- Abaccan
- Mabileg
- Matallucod
- Poblacion (Madayaw)
- San Elias
- San Ramon
- Santo Rosario